# Alexander McCormick Sturm
Alexander McCormick "Alex" Sturm (23 de junho de 1923 Brooklyn, Nova Iorque — 13 de novembro de 1951 Prescott, Arizona), foi um artista, autor e empreendedor Norte americano. 
Alex Sturm, se associou a William Ruger para criar a Sturm, Ruger & Company em 1949. Foi ele que forneceu o financiamento inicial e desenhou a águia heráldica alemã que se tornou o logotipo da companhia. Sturm pertencia a uma família importante de Connecticut, sua mãe rica, pertencia a uma família tradicional do setor mercantil. Ele se formou na Universidade Yale. Logo depois que a companhia começou a obter sucesso financeiro e a crescer, Sturm morreu de hepatite viral em 1951, aos 28 anos.